# Liste der Biografien/Zeg
Liste der Biografien |
Portal Biografien |
Personensuche
# |
A |
B |
C |
D |
E |
F |
G |
H |
I |
J |
K |
L |
M |
N |
O |
P |
Q |
R |
S |
T |
U |
V |
W |
X |
Y |
Z |
?
 
Za |
Zb |
Zc |
Zd |
Ze |
Zf |
Zg |
Zh |
Zi |
Zj |
Zk |
Zl |
Zm |
Zn |
Zo |
Zr |
Zs |
Zu |
Zv |
Zw |
Zy |
Zz
 
Zea |
Zeb |
Zec |
Zed |
Zee |
Zef |
Zeg |
Zeh |
Zei |
Zej |
Zek |
Zel |
Zem |
Zen |
Zeo |
Zep |
Zeq |
Zer |
Zes |
Zet |
Zeu |
Zev |
Zew |
Zey |
Zez
Die Liste der Biografien führt alle Personen auf, die in der deutschsprachigen Wikipedia einen Artikel haben. Dieses ist eine Teilliste mit 29 Einträgen von Personen, deren Namen mit den Buchstaben „Zeg“ beginnt.

## Zeg

### Zega
- Zegadło, Adam (1910–1989), polnischer Holzschnitzer und Vertreter der Naiven Kunst
- Zegadlo, Henryk (1934–2011), deutsch-polnischer Maler und Bildhauer
- Zegalski, Witold (1928–1974), polnischer Schriftsteller
- Zegay, Genet (* 1992), deutsche Filmschauspielerin

### Zege
- Zegelin, Angelika (* 1952), deutsche Pflegewissenschaftlerin
- Zegen, Michael (* 1979), US-amerikanischer Schauspieler
- Zeger, Hans Gerhard (* 1955), österreichischer Datenschutzexperte und Autor
- Zeger, Magdalena († 1568), Kalendermacherin sowie Astronomin und Astrologin
- Zegers, Antonia (* 1972), chilenische Schauspielerin
- Zegers, Cazú (* 1958), chilenische Architektin
- Zegers, Fernando (* 1932), chilenischer Diplomat, Jurist und Hochschullehrer
- Zegers, Jacques (* 1947), belgischer Sänger, Schauspieler, Schriftsteller und Journalist
- Zegers, Kevin (* 1984), kanadischer Schauspieler
- Zegers, Kristoffer (* 1973), niederländischer Komponist
- Zegers, Margriet (* 1954), niederländische Hockeyspielerin
- Zegers, Nicolaus Tacitus († 1559), niederländischer Theologe
- Zegeye, Daniel (* 1979), äthiopischer Mittelstreckenläufer

### Zegg
- Zegger, Cor (1897–1961), niederländischer Schwimmer
- Zeggert, Gerhard (1896–1977), deutscher Kirchenmusiker, Organist, Dirigent und Komponist

### Zegh
- Zegher, Catherine de (* 1955), niederländisch-belgische Kunsthistorikerin, Kuratorin, Kunstkritikerin und Museumsdirektorin

### Zegl
- Zeglen, Casimir (* 1869), polnischer Mönch, Erfinder der beschusshemmenden Weste
- Zegler, Rachel (* 2001), US-amerikanische Webvideoproduzentin, Sängerin und SchauspielerinRachel Zegler (* 2001)

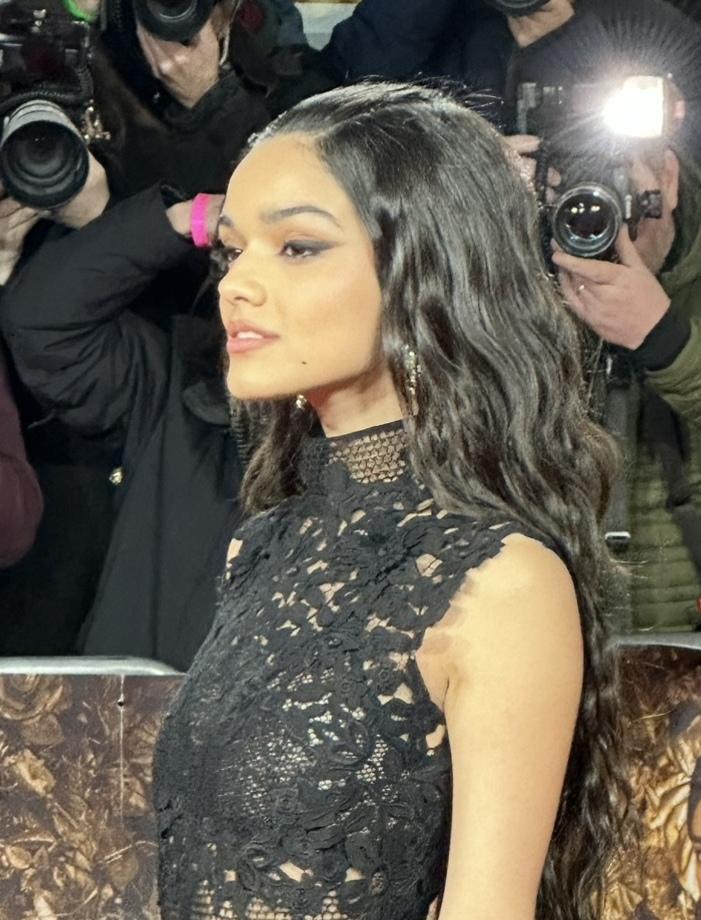
Rachel Zegler (* 2001)

- Zeglio, Francesco Antonio (1758–1818), Schweizer Richter, Politiker, Tessiner Grossrat und Staatsrat
- Zeglio, Primo (1906–1984), italienischer Filmregisseur und Drehbuchautor
- Zeglovits, Eva (* 1976), österreichische Politikwissenschafterin

### Zegn
- Zegna, Riccardo (* 1946), italienischer Jazzmusiker

### Zegr
- Zegras, Trevor (* 2001), US-amerikanischer Eishockeyspieler
- Zegrus, John, Person, die 1960 in Japan wegen angeblicher Dokumentenfälschung inhaftiert wurde

### Zegv
- Zegveld, Liesbeth (* 1970), niederländische Juristin und Professorin für humanitäres Völkerrecht an der Universität Leiden